# 日野市朗
日野 市朗（ひの いちろう、1934年2月17日 - 2003年7月6日）は、日本の弁護士、政治家。位階は従三位、勲章は勲一等瑞宝章。
仙台弁護士会副会長、衆議院議員（8期）、日本社会党政策審議会長（第14代）、衆議院災害対策特別委員長、衆議院農林水産委員長、郵政大臣（第61代）、社会民主党副党首などを歴任した。

## 来歴

### 生い立ち
宮城県桃生郡河北町（現石巻市）生まれ。仙台第二高等学校を経て、1956年中央大学法学部法律学科卒業、同大学院修了。1961年に司法試験に合格し、司法修習第16期を修了（同期に佐々木秀典）。1964年、宮城県仙台市で弁護士事務所を開業。1973年には仙台弁護士会副会長に就任した。

### 日本社会党

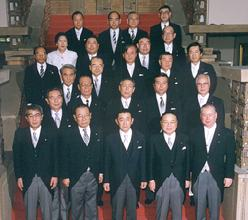
1996年1月11日、第1次橋本内閣の国務大臣らと

父である日野吉夫の衆議院議員引退に伴い、成田知巳日本社会党委員長（当時）の勧めを受け、1976年の第34回衆議院議員総選挙に日本社会党公認で旧宮城県第2区から立候補し、初当選。1986年の第38回衆議院議員総選挙（衆参同日選挙）では落選したが、1990年の第39回衆議院議員総選挙で返り咲いた。通算当選8回。
1991年、田邊誠委員長の下に設置された社会党シャドーキャビネットで影の農林水産大臣に就任。翌1992年から影の環境庁長官兼科学技術庁長官。1993年、山花貞夫委員長の下で日本社会党政策審議会長に起用された。1995年、衆議院農林水産委員長に就任。1996年、自社さ連立政権の第1次橋本内閣で郵政大臣に任命され、初入閣。

### 社会民主党
1996年、社会党の社会民主党への移行に伴い同党副党首に就任するも、社民党を離党し旧民主党の結党に参加した。

### 民主党
1996年の第41回衆議院議員総選挙では、比例東北ブロック単独で立候補し、7選。日野の地盤である石巻市は、小選挙区比例代表並立制の導入に伴い宮城県第5区に含まれていたが、5区には既に新党さきがけ出身の安住淳がいたため、日野は比例単独に回った。当初はコスタリカ方式により安住、日野がそれぞれ選挙区・比例区から交互に立候補する予定であったが、日野の後援会の高齢化等により、2000年の第42回衆議院議員総選挙でも安住が宮城5区から立候補し、日野は比例単独で8回目の当選を果たした。
8期目任期途中の2003年7月6日午後1時37分、食道がんのため東京都文京区の東京医科歯科大学病院で死去。69歳没。死没日付をもって従三位勲一等に叙され、瑞宝章を追贈された。追悼演説は同年10月3日の衆議院本会議で山口俊一により行われた。

## 政策
農村の生活向上
農民運動出身である父の日野吉夫同様、農村の生活向上を目標に掲げ、月に1度は鳴子町（現大崎市）の「農民の家」（専門農協が運営する温泉保養施設）で無料法律相談会を実施していた。
統一協会への批判
国会審議で世界基督教統一神霊協会や国際勝共連合の問題を取り上げ、警察当局が厳重に対処するよう求めている。
1977年（昭和52年）4月6日の衆議院法務委員会においては「原理運動に関するいろいろな違法行為、これに対する行政庁の対応というのは非常に甘い」と指摘し、法務省人権擁護局や警察庁に適切な対処を求めた。また、北方領土返還を主張し街頭募金活動を展開する「北方領土復帰推進連盟」は、国際勝共連合を母体とする団体であると指摘している。本来の北方領土返還運動の全国組織である「北方領土問題連絡協議会」とは全く無関係の団体であり、募金の使途も公表していないと指摘し「これなんかは明らかに詐欺だと思います」と批判している。さらに、世界基督教統一神霊協会と密接な関係がある統一産業が銃を購入しているとして問題視している。

## 家族・親族
衆議院議員や日本社会党副委員長を務めた日野吉夫は父。

## 関連書籍
- 日野睦子『日々是選挙～代議士の家族はツライ！～』（著者の日野睦子は、日野吉夫の三女で日野市朗の妹にあたる）

| 議会          | 議会                                            | 議会                  |
| ------------- | ----------------------------------------------- | --------------------- |
| 先代 中西績介 | 衆議院農林水産委員長 1995年 - 1996年            | 次代 鉢呂吉雄（代理） |
| 先代 池端清一 | 衆議院災害対策特別委員長 1994年 - 1995年        | 次代 左近正男         |
| 公職          |                                                 |                       |
| 先代 井上一成 | 郵政大臣 第61代：1996年                         | 次代 堀之内久男       |
| 党職          |                                                 |                       |
| 先代 早川勝   | 日本社会党政策審議会長 第14代 : 1993年 - 1994年 | 次代 関山信之         |